# Casekow
Casekow [ˈkaːzəˌkoː] är en kommun och ort i östra Tyskland, belägen i Landkreis Uckermark i förbundslandet Brandenburg, omkring 100 km nordöst om Berlin. Den nuvarande kommunen bildades genom sammanslutning av flera tidigare kommuner i området 2002-2003. Sedan 1992 administreras kommunen och dess föregångare som en del av kommunalförbundet Amt Gartz (Oder), vars säte ligger i staden Gartz (Oder) 12 km öster om Casekow.

## Geografi
Casekow ligger i det historiska landskapet Uckermark. Kommunens norra gräns utgör även förbundslandsgränsen mot staden Penkun i Mecklenburg-Vorpommern.

## Kommunikationer

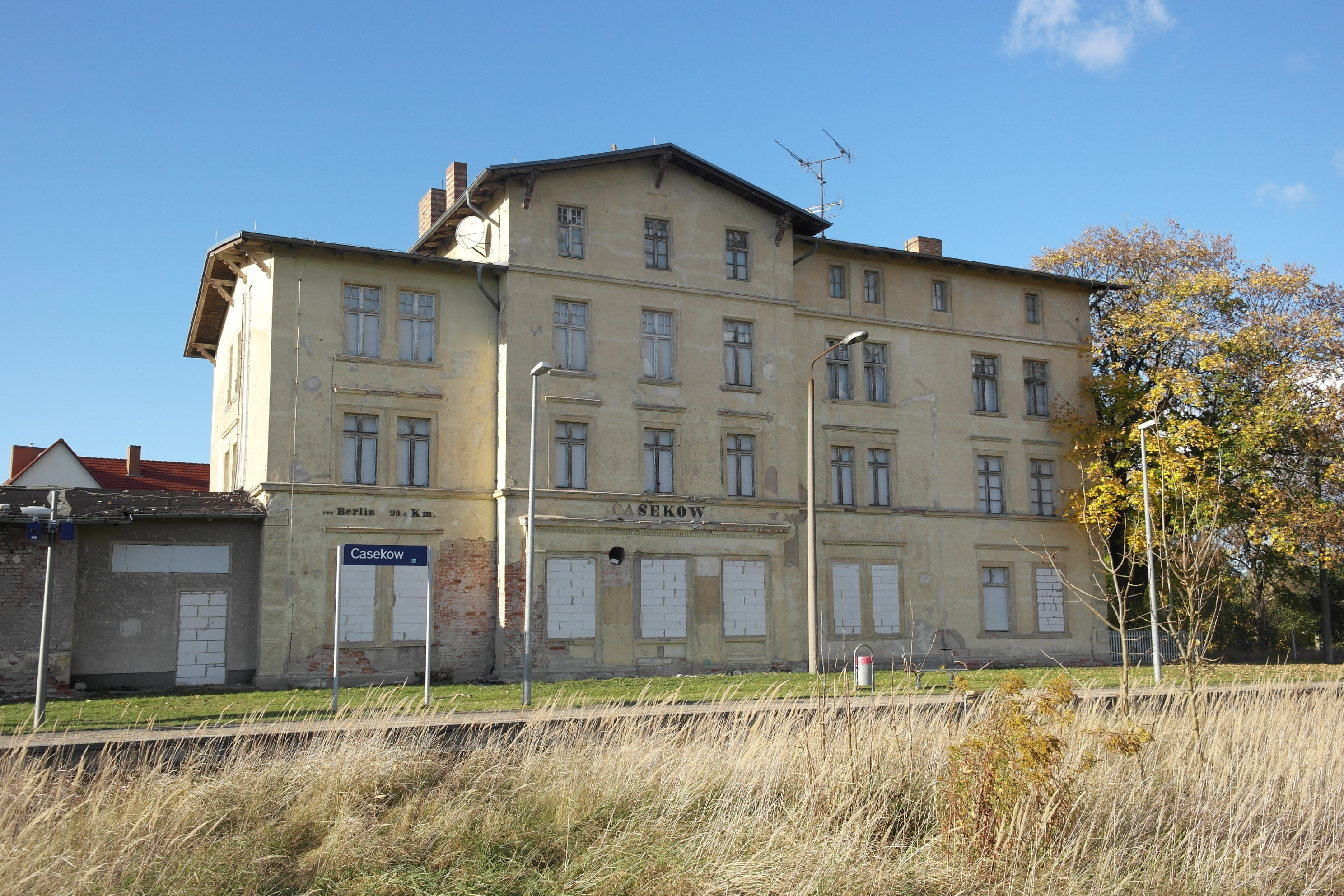
Stationshuset i Casekow

Järnvägshållplatserna Casekow och Petershagen (Uckermark) trafikeras av regionaltåg på linjen mellan Szczecin och Angermünde, med vidare förbindelse från Angermünde mot Berlin, Stralsund och Schwedt.
Strax norr om kommunen passerar motorvägen A11.